# Radio Free Europe
|  | For bandet R.E.M.'s første single, se Radio Free Europe (sang) |
Radio Free Europe/Radio Liberty (RFE/RL) er en radio- og kommunikationsorganisation finansieret af den amerikanske Kongres som et antikommunistisk tiltag for at "fremme demokratiske værdier og institutioner ved at sprede faktuelt korrekt information og idéer". Organisationen retter sin virksomhed mod lande i Europa, Asien og Mellemøsten og sender mere end 1.000 timer om ugen på 28 forskellige sprog over kortbølge, AM, FM og over internettet.
Radiostationen blev grundlagt i 1950 af organisationen Nationalkomitéen for et frit Europa. Radio Free Europes hovedkvarter lå i München i Vesttyskland, og stationens sendte sin første kortbølgesending den 4. juli 1950 til Tjekkoslovakiet. Myndighederne i Sovjetunionen og andre socialistiske lande søgte at blokere radiosignalerne med støjsendere.
Organisationen blev finansieret direkte af CIA frem til 1971. Derefter blev den finansieret af den amerikanske kongres. Radiostationen blev en del af CIAs generelle informationskrig mod myndighederne i de socialistiske lande i Østeuropa, og CIA udformede retningslinjer og bestemte, hvordan nyhederne skulle præsenteres.
I 1975 blev Radio Free Europe fusioneret med en anden kongresstøttet organisation, Radio Liberty og blev derefter kendt som Radio Free Europe/Radio Liberty (RFE/RL). Mens Radio Liberty sendte til Sovjetunionen, så rettede Radio Free Europe sin virksomhed mod de øvrige lande i Warszawapagten.
Fra 1985 til 1993 drev organisationen også Radio Free Afghanistan.
Efter Sovjetunionens sammenbrud blev hovedkvarteret flyttet til Prag, og de europæiske operationer blev gradvist reduceret.